# Monika Dumermuth
Monika Dumermuth (Unterlangenegg, 14 marzo 1977) è un'ex sciatrice alpina svizzera.

## Biografia
Attiva in gare FIS dal dicembre del 1994, la Dumermuth esordì in Coppa Europa il 20 dicembre 1995 ad Altenmarkt-Zauchensee in discesa libera (35ª), in Coppa del Mondo il 2 gennaio 1999 a Maribor in supergigante (55ª) e ai Campionati mondiali a Sankt Anton am Arlberg 2001, dove non completò la discesa libera. In Coppa Europa conquistò due vittorie: nella discesa libera di Lenzerheide del 7 marzo 2001 (suo primo podio nel circuito) e nel supergigante di Piancavallo del 15 marzo seguente.
Ai Mondiali di Sankt Moritz 2003, sua ultima presenza iridata, si classificò 10ª nella discesa libera e 24ª nel supergigante. Ottenne l'ultimo podio in Coppa Europa il 9 marzo 2005 a Roccaraso in discesa libera (2ª) e il miglior piazzamento in Coppa del Mondo il 26 gennaio 2009 a Cortina d'Ampezzo in supergigante (4ª). Si ritirò al termine della stagione 2009-2010 e la sua ultima gara fu il supergigante di Coppa del Mondo disputato il 7 marzo a Crans-Montana, chiuso dalla Dumermuth al 24º posto.

## Palmarès

### Coppa del Mondo
- Miglior piazzamento in classifica generale: 41ª nel 2008

### Coppa Europa
- Miglior piazzamento in classifica generale: 17ª nel 2001
- 6 podi:
  - 2 vittorie
  - 4 terzi posti

#### Coppa Europa - vittorie
| Data          | Località    | Paese    | Specialità |
| ------------- | ----------- | -------- | ---------- |
| 7 marzo 2001  | Lenzerheide | Svizzera | DH         |
| 15 marzo 2001 | Piancavallo | Italia   | SG         |

Legenda:

DH = discesa libera

SG = supergigante

### Campionati svizzeri
- 3 medaglie:
  - 3 bronzi (discesa libera, supergigante nel 2001; slalom gigante nel 2008)